# NGC 6418
NGC 6418 is een spiraalvormig sterrenstelsel in het sterrenbeeld Draak. Het hemelobject werd op 4 mei 1885 ontdekt door de Amerikaanse astronoom Edward D. Swift.

## Synoniemen
- MCG 10-25-74
- ZWG 300.54
- KAZ 149
- PGC 60610